# Harderkulm
Harderkulm är en bergstopp i Schweiz.   Den ligger i distriktet Interlaken-Oberhasli och kantonen Bern, i den centrala delen av landet, 40 km sydost om huvudstaden Bern. Toppen på Harderkulm är 1 322 meter över havet. Harderkulm ligger vid sjön Brienzsjön.
Terrängen runt Harderkulm är bergig åt sydost, men åt nordväst är den kuperad. Runt Harderkulm är det ganska glesbefolkat, med 28 invånare per kvadratkilometer.. Närmaste större samhälle är Thun, 18,5 km väster om Harderkulm. 
I omgivningarna runt Harderkulm växer i huvudsak blandskog.